# Daffiama Bussie Issa District
Daffiama Bussie Issa District är ett distrikt i Ghana.   Det ligger i regionen Övre västra regionen, i den norra delen av landet, 600 km norr om huvudstaden Accra.